# قضاء بعقوبة
قضاء بعقوبة هو أحد الأقضية العراقية مركزه مدينة بعقوبة وأكبر قضاء من حيث السكان في محافظة ديالى، يبلغ مساحته 580 كم2 ويقدر عدد سكانه بنحو 487 الف نسمة حسب تقديرات عام 2014، ويتبع القضاء اربع نواحي هي؛ ناحية العبارة، ناحية بهرز، وناحية كنعان، وناحية خان بني سعد، وناحية الغالبية.